# Eero Saarinen
Eero Saarinen (Kirkkonummi, 20 de agosto de 1910 - 1 de outubro de 1961) foi um famoso arquiteto fino-americano.
Era filho do arquiteto finlandês Eliel Saarinen e emigrou para os Estados Unidos em 1923, tendo estudado arquitetura na Universidade de Yale. Após um curto período na Europa, em 1935 passou a lecionar na Cranbrook Academy of Art, da qual seu pai foi o primeiro presidente.
Em 1937, iniciou um sociedade com Charles Eames, que os levou ao desenvolvimento de uma série de móveis bastante vanguardistas, premiados várias vezes no MOMA.
Desenhou também vários móveis para a Knoll International com grande sucesso, entre eles, a coleção Womb (1947 - 1948) e a coleção Pedestal, com a famosa cadeira Tulipa (1955 - 1956).

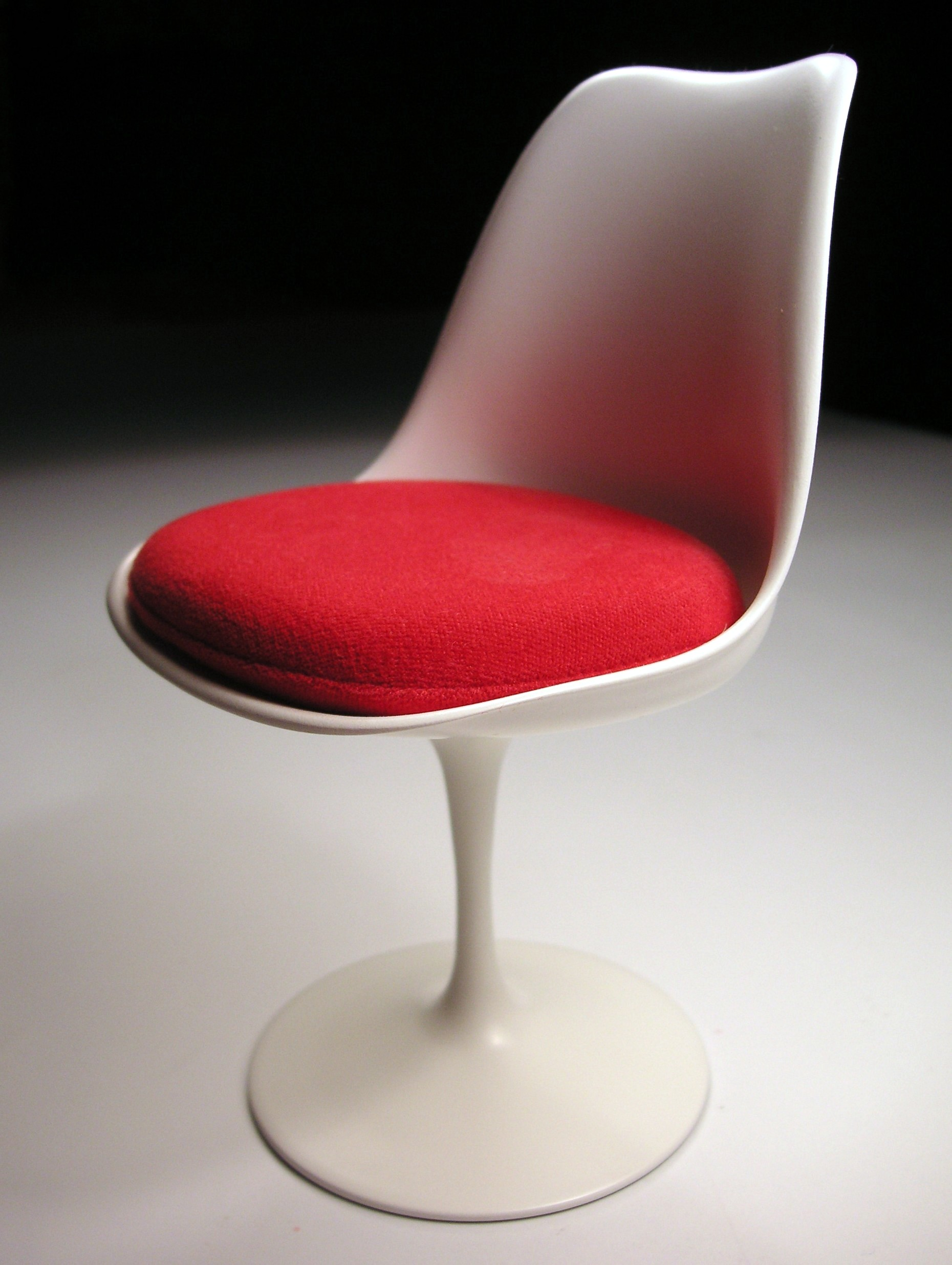
Cadeira Tulipa